# Вильягран (муниципалитет)
Вильягра́н (исп. Villagrán) — муниципалитет в Мексике, штат Гуанахуато, с административным центром в одноимённом городе. Численность населения, по данным переписи 2010 года, составила 55 782 человека.

## Общие сведения
Название Villagrán дано в честь Хулиана Вильяграна — участника войны за независимость.
Площадь муниципалитета равна 128 км², что составляет 0,42 % от общей площади штата, а наивысшая точка расположена в поселении Эль-Тахо-дель-Парраль и равна 1751 метру.
Вильягран граничит с другими муниципалитетами штата Гуанахуато: на севере с Санта-Крус-де-Хувентино-Росасом, на востоке с Селаей, на юге с Кортасаром, и на западе с Саламанкой.

## Учреждение и состав
Муниципалитет был образован в 1930 году, в его состав входит 111 населённых пунктов, самые крупные из которых:
| Код INEGI | Населённый пункт                                                                                  | Численность населения (2005 год) | Численность населения (2010 год) |
| --------- | ------------------------------------------------------------------------------------------------- | -------------------------------- | -------------------------------- |
| 044       | Всего                                                                                             | 49653                            | 55782                            |
| 0001      | Вильягран (исп. Villagrán) 20°30′47″ с. ш. 100°59′43″ з. д.                                       | 25333                            | 27079                            |
| 0023      | Мехиканос (исп. Mexicanos) 20°31′52″ с. ш. 101°04′15″ з. д.                                       | 5101                             | 5782                             |
| 0043      | Сарабия (исп. Sarabia) 20°31′25″ с. ш. 101°03′49″ з. д.                                           | 4947                             | 5280                             |
| 0042      | Санта-Роса (исп. Santa Rosa) 20°33′57″ с. ш. 100°55′29″ з. д.                                     | 2399                             | 2727                             |
| 0012      | 18-Марсо (исп. Colonia 18 de Marzo) 20°33′20″ с. ш. 101°02′08″ з. д.                              | 1786                             | 2065                             |
| 0102      | Лос-Анхелес (исп. Los Ángeles) 20°33′13″ с. ш. 100°56′30″ з. д.                                   | 1658                             | 1780                             |
| 0044      | Сучитлан (исп. Suchitlán) 20°32′00″ с. ш. 101°01′22″ з. д.                                        | 1393                             | 1676                             |
| 0015      | Эль-Чинако (исп. El Chinaco (El Pujido)) 20°31′20″ с. ш. 100°55′11″ з. д.                         | 1481                             | 1534                             |
| 0261      | Прадерас-де-ла-Вента (исп. Fraccionamiento Praderas de la Venta) 20°32′10″ с. ш. 101°00′00″ з. д. | новый                            | 1420                             |
| 0048      | Сан-Сальвадор-Торресильяс (исп. San Salvador Torrecillas) 20°33′32″ с. ш. 100°57′28″ з. д.        | 1373                             | 1371                             |
| 0006      | Эль-Караколь (исп. El Caracol) 20°33′59″ с. ш. 100°58′52″ з. д.                                   | 836                              | 1052                             |

## Экономика
По статистическим данным 2000 года, работоспособное население занято по секторам экономики в следующих пропорциях: сельское хозяйство, скотоводство и рыбная ловля — 17,1 %, промышленность и строительство — 45,2 %, сфера обслуживания и туризма — 35,4 %, прочее — 2,3 %.

## Инфраструктура
По статистическим данным 2010 года, инфраструктура развита следующим образом:
- электрификация: 98,6 %;
- водоснабжение: 95,1 %;
- водоотведение: 95,2 %.